# Црква Свете Тројице у Сремчици
Црква Свете Тројице у Сремчици је православна црква која се налази у насељу Сремчица у градској општини Чукарица. Црквена слава су Духови. Архитекта који је пројектовао цркву и њене објекате је Љубица Бошњак.
У дворишту цркве налази се и парохијски дом и капела за паљење свећа. Око цркве се налази пространа порта у којој су дечија игралишта, а у тој порти насеље Сремчица прославља своју славу.
Црква припада београдско-карловачкој архиепископији.

## Тројице или Духови
Духови, тројице, тројчиндан или педесетница (грч. πεντηκοστή pentekostē - педесети дан) хришћански је празник којим се прославља силазак светог Духа на апостоле у Јерусалиму, 50 дана након Христовог Васкрсења.
Назив Духови је дословце преузето из старословенског, где је то датив једнине, а заправо се односи на Духа Светог који је један, а не на више духова како се то одомаћило у имену које овај празник носи.

## Хронологија и историјат градње цркве
Планови за изградњу цркве кренули су још 1990. године, када је основана нова парохија и црквена општина у Сремчици.
- 7. септембра 1990. године поднет је захтев градској општини Чукарица за одређивање локације и изградњу цркве, пратећим објектима и црквеног простора у Сремичици.
- 1994. године формирана је грађевинска парцела, односно место где ће се изградити црква.
- 1996. године освештани су темељи храма.
- 6. новембра 1997. године договорено је око имена цркве.
- 12. новембра 1997. године је прихваћен предлог о имену цркве „Света Тројица“.
- 8. јула 1999. године кренули су радови на изградњи цркве.
- 19. јуна 2001. године у скоро завршеној цркви је служена прва литургија.
- 15. јуна 2003. године на Духове освећење храма извршио је Патријарх српски Павле.